# Ташла (Тюльганский район)
Ташла́ — село в Тюльганском районе Оренбургской области России. Образует Ташлинский сельсовет.

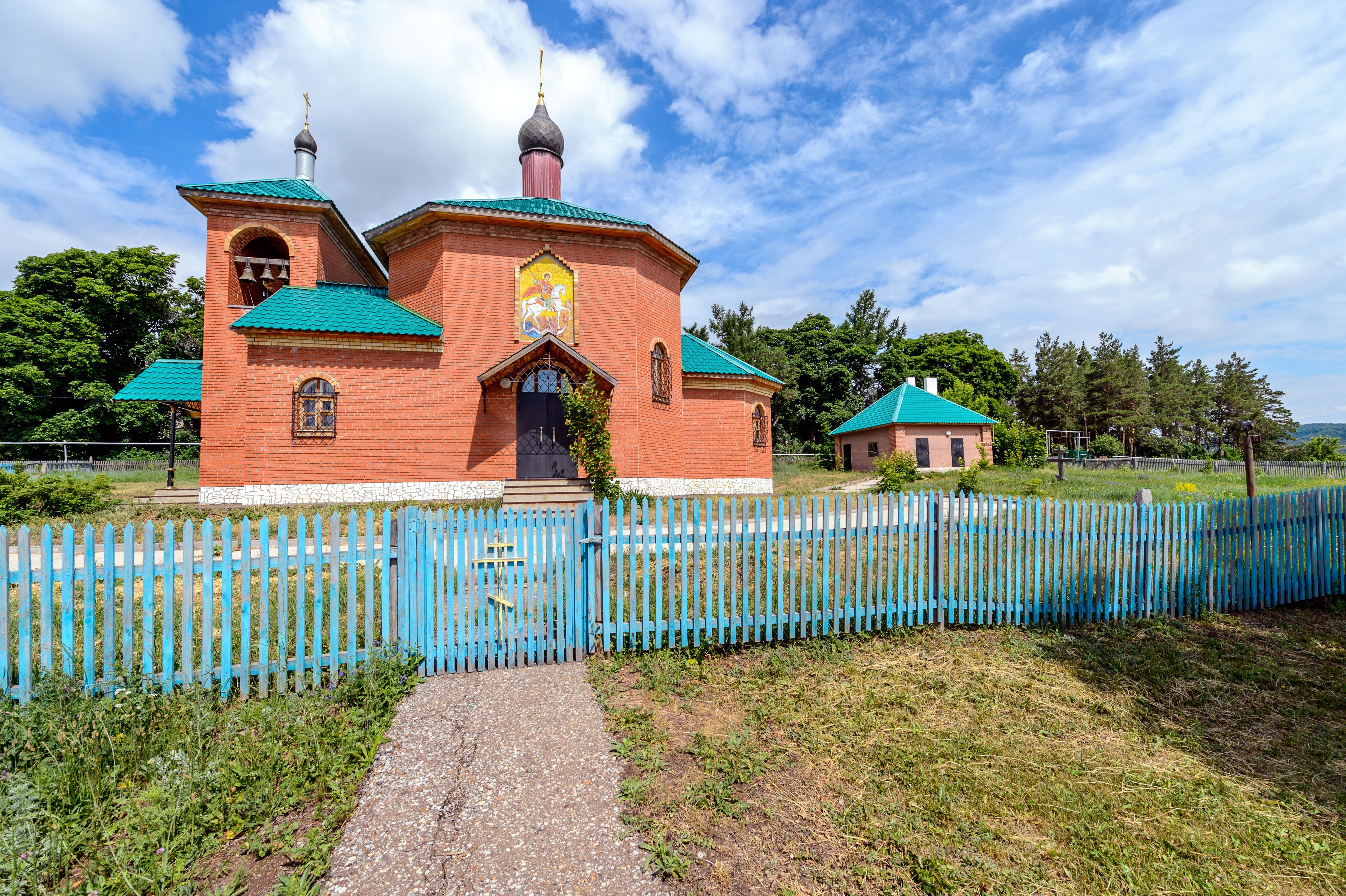
Храм в Ташле

## Этимология
Поселение получило своё название от одноимённой реки Ташла, гидроним же восходит к тюркскому (имеет соответствия, например, в башкирском, татарском языках) ташлы — «каменистый» На протяжении истории село называлось Покровское, Ташла тож. и Ташла (Покровское).

## География
Ташла расположена в 105 км к северо-востоку от Оренбурга, на юге хребта Малый Накас в небольшой долине, образованной горой Ямантау (596,1 м). Центр села находится на высоте 300 м от уровня моря. Западнее села берёт своё начало река Ташла (приток Большого Ика). В населённом пункте в неё впадают первые притоки — ручьи и небольшая река Гремучий Ключ.

## История
История села тесно связана с историей рода Тимашевых — основателей, благоустроителей дворянской усадьбы и самого села. Основана Ташла в 1763 году надворным советником Иваном Лаврентьевичем Тимашевым на земле, купленной у башкир Бурзянской и Усерганской волостей за 1500 рублей. Он привёз своих крепостных крестьян из центральных губерний. Уже в 1764 году была построена деревянная церковь Покрова Пресвятой Богородицы. В апреле 1774 года в ходе восстания Пугачёва солдаты Пугачёва несколько раз разрушали и грабили село. Кроме того солдаты сожгли церковь. Чтобы не прерывать церковные службы духовное начальство в Ташле установило походную полковую церковь во имя Преподобного Святителя Сергия Чудотворца (Радонежского). В 1800 году был заложен фундамент новой церкви, строительство которой закончилось в 1802 года. В 1896 года была открыта земская больница. В 1935 году было запрещено проведение церковных служб, спустя 2 года были сняты кресты и колоколы. Церковь использовалась как место хранилищя зёрн. В 1957 году церковь была полностью разрушена. Лишь в 2003 году была сооружена церковь в честь Святого великомученика Георгия Победоносца. До настоящего времени сохранились флигель усадьбы.

## Экономика
Местность славится сельским хозяйством. Зимой Ташла известна как горнолыжный курорт. В селе есть размещения и заведения социальной инфраструктуры. Проходят спортивные соревнования (фестиваль женского спорта «Оренбургская сударыня» и др.).

## Население
| 2010 | 2012  | 2013  | 2014  | 2015  | 2016  | 2017 |
| ---- | ----- | ----- | ----- | ----- | ----- | ---- |
| 1102 | ↘1084 | →1084 | ↘1051 | ↘1023 | ↘1001 | ↘965 |
| 2018 | 2019  | 2020  | 2021  |       |       |      |
| ↘964 | ↘922  | ↘900  | ↘866  |       |       |      |

## Известные уроженцы
- Шубин, Пётр Фёдорович (1894—1948) — советский композитор.